# Luhamaa
Luhamaa is een grensovergang tussen Estland en Rusland. Het is ook een voormalig dorp. De grensovergang ligt op het grondgebied van het Estlandse dorp Lütä. Tot in oktober 2017 lag Lütä in de gemeente Misso, vanaf die maand in de fusiegemeente Setomaa. Setomaa ligt in de provincie Võrumaa in Zuid-Oost-Estland.
Luhamaa is het eindpunt van de Europese weg 263 van Tallinn via Tartu naar Luhamaa. Bij Luhamaa komt de E263 uit op de Europese weg 77, van Pskov naar Boedapest. De grensovergang ligt op de E77. Aan de Russische kant ligt Sjoemilkino (Шумилкино).

## Geschiedenis
Luhamaa was op het eind van de 19e eeuw de naam van een nulk, een regio waar de taal Seto werd gesproken naast Estisch. De regio viel onder de gemeente Pankjavitsa. Na de Estische Onafhankelijkheidsoorlog lag deze gemeente  in de Estlandse provincie Petserimaa. Petserimaa werd in 1945 onder de Sovjetbezetting bij het Russische oblast Pskov gevoegd. Panikovitsji (Паниковичи), de plaats waar de vroegere gemeente naar was vernoemd, ligt in dat oblast.
In 1922 verhuisde de regio Luhamaa van de gemeente Pankjavitsa in Petserimaa naar de gemeente Misso in Võrumaa. In 1939 werd Luhamaa voor het eerst genoemd als aparte nederzetting binnen de regio, als afsplitsing van het dorp Määsi. Het centrum van de nieuwe nederzetting was een Russisch-Orthodoxe kerk die in de jaren 1929-1932 was gebouwd. Bij de gemeentelijke herindeling van 1977 werden Kossa, Lütä, Pruntova en Toodsi bij Luhamaa gevoegd.
Toen in 1991 Estland zijn onafhankelijkheid had hersteld, was Luhamaa van grensplaats tussen de Estische Socialistische Sovjetrepubliek en de Russische Socialistische Federatieve Sovjetrepubliek veranderd in een grensplaats tussen de onafhankelijke staten Estland en Rusland. De plaats kreeg een douanekantoor.
Bij de gemeentelijke herindeling van 1997 werden  Kossa, Lütä, Pruntova en Toodsi weer aparte dorpen, maar Luhamaa werd opgedeeld tussen Hindsa, Määsi en Pruntova. Het douanekantoor lag voortaan in Lütä.
De Kerk van de Heilige Geest (Estisch: Luhamaa Pühavaimu kirik) en het bijbehorende kerkhof liggen sinds 1997 in Määsi. De parochie hoort bij de Estische Apostolisch-Orthodoxe Kerk.